# 戦国番長ガチザムライ
『戦国番長ガチザムライ』（戦国番長ガチザムライ）は、2010年3月6日に公開された映画作品。

## 概要
渋谷シネマアンジェリカで期間限定、6日間だけの上映となったこの作品は、毎日上映前にトークイベントとプレゼント抽選会が行われ、抽選会ではキャストの私物が当たった。主なキャストは眼鏡や携帯ストラップなどの日常でも使えるものであったが、城児魔役の市瀬秀和は木刀や、刀型ペーパーナイフだった。

## ストーリー
時は乱世の戦国時代。農民の身で在りながら、兵に憧れて、立身出世を望んで衣笠村で野武士になった竜徳（石垣佑磨）とその仲間、権（鈴之助）、米助（大口兼悟）。
武芸の経験はなかったものの、腕力では村の中で負かす者は誰一人いなかった。
だがそんな竜徳たちは、村の大人たちからは不良侍と呼ばれ、悩みの種となっていた。
近隣の村の不良侍との戦いに明け暮れる日々。
因縁の村、吉見村を制圧し、意気揚揚の竜徳たち。
だが、本物の戦から帰ってきた、鬼首村の城児魔（市瀬秀和）が、彼らの前に立ちはだかる。

## 主なキャラクター
竜徳
役：石垣佑磨
最強の不良侍。衣笠村の悪ガキの番長。農民の身でありながら、兵に憧れて、立身出世を望んで野武士になる。母曰く、父も同じような事を言っており、戦場で死んだらしい。
権
役：鈴之助
不良の兵。竜徳の友人。
米助
役：大口兼悟
衣笠の狂犬と呼ばれ、竜徳と共に近場の村の人間と喧嘩をする。権の裏切りにより、城児魔にやられるが、その後も竜徳を狙撃しようとした又吉を倒すなど、竜徳をサポートした。
城児魔
役：市瀬秀和
最凶の野武士。戦場で血の味を覚えているといわれている。最後は不意をつかれ、竜徳に敗北する。
源五郎
役岩永ひひ男
隣村の卑劣な大将。どんな方法でも使う。竜徳らに村の旗を取られてからは傘下にいたが、途中で城児魔側に寝返る。
又吉
役：Takuya
源五郎の右腕。遠距離攻撃が得意なようで最初は弓を扱い、途中から火縄銃（劇中では伝来した“種子島”と呼ばれる）を使う。ただし、次の弾をこめるのに時間がかかったため、竜徳らと戦った際にそれが仇となり敗北。
お万
役：井村空美
一輪の花。衣笠村の隣村、源五郎と同じ村に住む娘。悪餓鬼が嫌い。森でマムシに足を噛まれ、通りかかった竜徳に毒血を抜いてもらった。
与作
役：沖原一生

## スタッフ
- 監督：西海謙一郎
- 脚本：イケタニマサオ
- プロデューサー：向井達矢、飯塚達介
- キャスティングプロデューサー：伊東雅子
- 撮影：下元哲
- 照明：代田橋男
- 録音：栗原和弘
- 美術：松塚隆史
- スタジオミキサー：増田英己
- サウンドエフェクト：平林真樹
- 音楽：鷹尾勇樹
- スタントコーディネート：舟山弘一（STUNT　TEAM　Gocoo）
- ヘアメイク：片山昌子
- 衣装：石渡美穂
- 助監督：明山智
- 制作：中村元、楽映舎
- 製作：永森裕二、前田茂司、AMGエンタテインメント / 楽映舎